# Isabel Margarida André
Isabel Margarida André (30 de julio de 1956 en Lisboa, Portugal - 3 de abril de 2017), fue una geógrafa portuguesa pionera de la geografía de género en Portugal.

## Trayectoria
Su tesis, defendida en 1994, se titula O falso neutro em Geografia Humana: género e relação patriarcal no emprego e no trabalho doméstico (La falsa neutralidad en la geografía humana: relación de género y patriarcal en el empleo y el trabajo doméstico).
Trabajó en el Instituto de Geografía y Planificación territorial de la Universidad de Lisboa.
Sus líneas de trabajo se enfocaron a temáticas sobre lazos familiares y la relación entre hombres y mujeres y en el campo de la geografía urbana.

## Reconocimientos
Fue galardonada con un premio en nombre de Isabel André para premiar tesis doctorales en los campos de la geografía y la planificación territorial desarrollando una reflexión sobre el género.

## Obras
- Isabel Margarida André, "Les syndicats et les femmes au Portugal après le 25 avril", dans La place des femmes, La Découverte, 6 septembre 1995 (ISBN 978-2-7071-2489-0, DOI 10.3917/dec.ephes.1995.01.0486, lire en ligne), p. 486–489
- Balbo, Marcello (2012). «Lisboa: Tensiones entre la ciudad y la metrópol». Europa la ciudad central en el sistema urbano. ISBN 978-9978-370-28-5. OCLC 1007376990.
- Klein, Juan-Luis; Roy, Matthieu (2013). «The rythm of arts in the socially creative city». Pour une nouvelle mondialisation : le défi d'innover. Presses de l'Université du Québec. ISBN 2-7605-3623-8. OCLC 837528011.
- Frank, Moulaert (2015). «Social Innovation through the Arts in Rural Areas: The Case of Montemor-o-Novo». The international handbook on social innovation collective action, social learning and transdisciplinary research (en inglés). MTM. OCLC 942541964.
- Frank, Moulaert (2015). «Gender and Social Innovation: The Role of EU Policies». The international handbook on social innovation collective action, social learning and transdisciplinary research (en inglés). MTM. OCLC 942541964.
- André, Isabel Margarida de Almeida (2019). O falso neutro em Geografia Humana: género e relação patriarcal no emprego e no trabalho doméstico (en portugués). Universidade de Lisboa, Centro de Estudos Geográficos. ISBN 978-972-636-273-9.